# Italien i olympiska vinterspelen 2002
Italien deltog i olympiska vinterspelen 2002. Italiens trupp bestod av 109 idrottare varav 65 män och 47 kvinnor. Den äldsta idrottaren i Italiens trupp var Günther Huber (36 år, 112 dagar) och den yngsta var Michela Cobisi (19 år, 98 dagar).

## Medaljer

### Guld
- Alpin skidåkning
  - Damer, Super-G: Daniela Ceccarelli

- Längdskidåkning
  - Damer, 15 km masstart: Stefania Belmondo
  - Damer, 30 km: Gabriella Paruzzi

- Rodel
  - Herrar, singel: Armin Zöggeler

### Silver
- Alpin skidåkning
  - Damer, störtlopp: Isolde Kostner

- Längdskidåkning
  - Damer, 30 km: Stefania Belmondo
  - Herrar, 4x10 km Stafett: Giorgio Di Centa, Fabio Maj, Pietro Piller Cottrer och Cristian Zorzi

- Short Track
  - Herrar 5000 m Stafett: Michele Antonioli, Maurizio Carnino, Fabio Carta, Nicola Franceschina och Nicola Rodigari

### Brons
- Alpin skidåkning
  - Damer, Super-G: Karen Putzer

- Längdskidåkning
  - Damer, 10 km: Stefania Belmondo
  - Herrar, 1,5 km sprint: Cristian Zorzi

- Konståkning
  - Isdans: Barbara Fusar Poli och Maurizio Margaglio

- Snowboard
  - Damer, parallellstorslalom: Lidia Trettel